# Логан (филм)
Логан (енгл. Logan) амерички је суперхеројски филм из 2017. године у режији Џејмса Манголда и наставак филма Вулверин из 2013. године. Сценарио потписују Скот Франк, Манголд и Мајкл Грин из приче Манголда, док су продуценти филма Хач Паркер, Сајмон Кинберг и Лорен Шулер Донер. Филмску музику је компоновао Марко Белтрами.
Филм Логан је по свему инспирисан стриповима Old Man Logan, који су изашли у шест наставака и из које је причу радио Марк Милер док је за цртеж био задужен Стив Мекнивен.
Насловну улогу тумачи Хју Џекман као Вулверин, док су у осталим улогама Патрик Стјуарт, Бојд Холбрук, Стефен Мерхант, Ричард Грант и Дафни Кин. Светска премијера филма је била одржана 3. марта 2017. у Сједињеним Америчким Државама.
Буџет филма је износио 97 милиона долара, а зарада од филма је 619 милиона $.

## Радња
Радња филма смештена је у будућност 2029. године, када су нестали сви мутанти. Логан (Хју Џекман) и професор Х (Патрик Стјуарт), морају да се помире с нестанком Х-Људи, корпорацијском вођом Натанијелом Есексом који води свет у пропаст, као и Логановим губитком моћи саморегенерације и Алзхајмером. Логан ће морати да порази Есекса уз помоћ женског клона Вулверина, девојчице Лоре Кини.

## Улоге
| Глумац         | Улога                        |
| -------------- | ---------------------------- |
| Хју Џекман     | Логан / Вулверин             |
| Патрик Стјуарт | Чарлс Завијер / Професор Икс |
| Бојд Холбрук   | Доналд Пирс                  |
| Стефен Мерхант | Калибан                      |
| Ричард Грант   | Зандер Рајс                  |
| Дафни Кин      | Лора                         |